# Cebrecos
Cebrecos – gmina w Hiszpanii, w prowincji Burgos, w Kastylii i León, o powierzchni 23,3 km². W 2011 roku gmina liczyła 51 mieszkańców.